# بیچرین
بیچرین (به ایتالیایی: Bicerin) نوعی نوشیدنی گرم سنتی متعلق به تورین ایتالیا، تهیه شده از اسپرسو، شکلات داغ و شیر است که به‌صورت لایه‌لایه در یک لیوان کوچک سرو می‌شود.

## همچنین ببینید
- ماروچینو

## نگارخانه

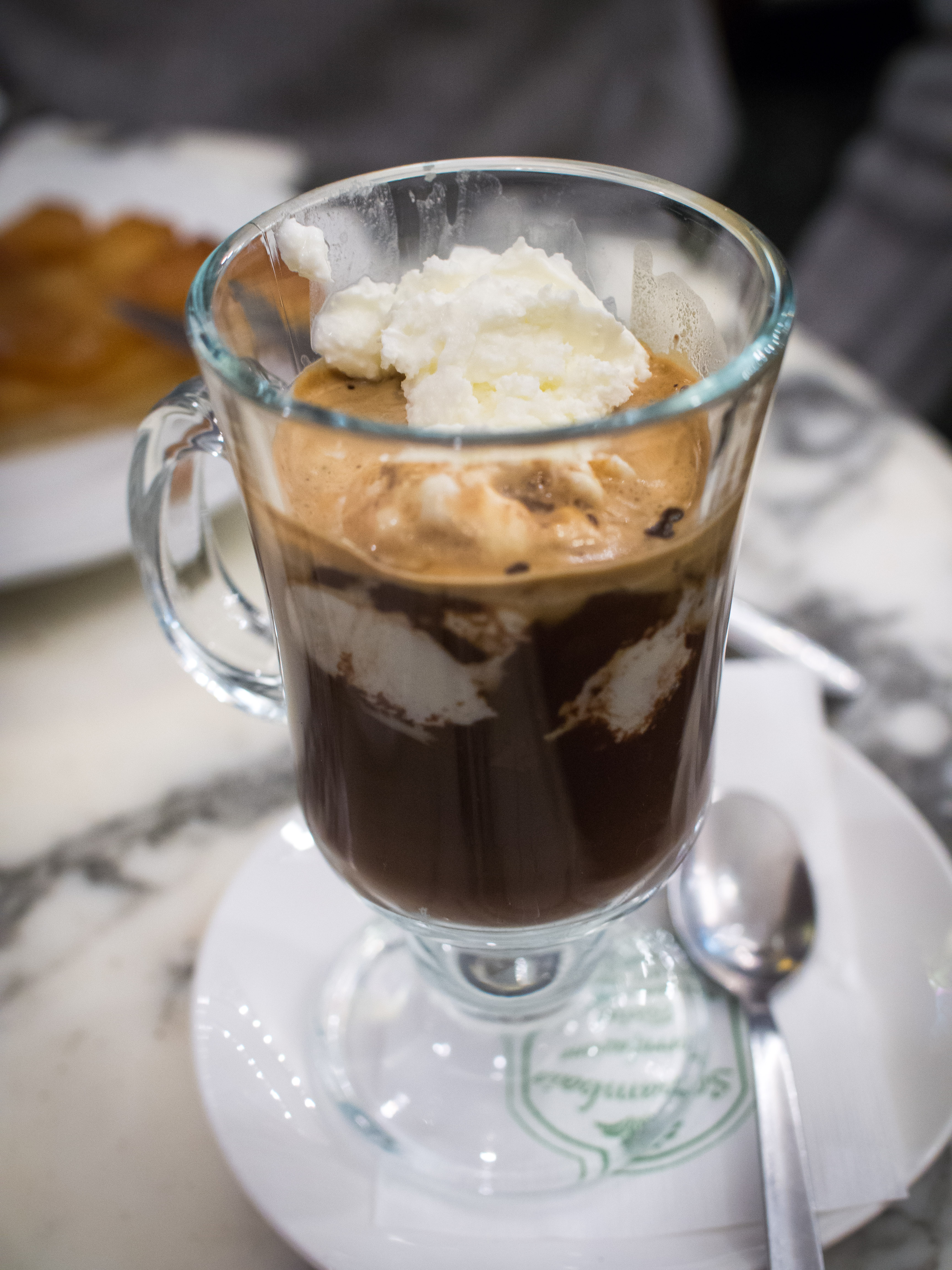
نمونه‌ای از نوشیدنی بیچرین در تورین